# Eupterote gardneri
Eupterote gardneri är en fjärilsart som beskrevs av Felix Bryk 1950. Eupterote gardneri ingår i släktet Eupterote och familjen Eupterotidae. Inga underarter finns listade i Catalogue of Life.